# مقاطعة دشتستان

مقاطعة دشتستان في محافظة بوشهر

مقاطعة دشتستان (بالفارسية: شهرستان دشتستان) هي إحدى مقاطعات محافظة بوشهر الإيرانية. مركز المقاطعة هو مدينة برازجان. يبلغ عدد السكان حوالي 310,000 نسمة، غالبيتهم من الفرس ويتكلمون بلغة الفارسية.
التوقيت الزمنى ( IRST) (توقيت عالمي منسق+3:30) وحسب التوقيت الصيفي الإيراني (توقيت صيفي في ايران) (توقيت عالمي منسق+4:30)

## أعلام
- منوتشهر آتشي